# Junia Calvina
Junia Calvina Milonia Caecena Alba Terentia ou Triaria, fille de Marcus Iunius Silanus et d'Aemilia Lepida, est mariée en 46 ou 47 à Lucius Vitellius le jeune, un frère du futur empereur romain Vitellius, et divorce en 49.
Elle est accusée par Agrippine la jeune et son beau-père Lucius Vitellius d'inceste avec son frère Lucius Junius Silanus Torquatus et exilée hors d'Italie l'année du mariage de l'empereur Claude avec Agrippine la jeune (49), elle fut graciée par Néron, et retourna à Rome, où elle vivait encore en 79, l'année de la mort de Vespasien.
« Tout le monde l'appelait Vénus à cause de sa beauté, mais son frère voulut la traiter en Junon »
— Sénèque

## Légende de Triaria
Elle a été accusée de porter l'épée d'un soldat et de se comporter avec insolente cruauté après la prise de la ville de Tarracina.
Dans Sur les femmes célèbres, Giovanni Boccaccio loue Triaria pour sa bravoure,. Un des premiers français manuscrit de cet ouvrage contient une plaque de f. 63v (sous-titrée Miniature montrant un massacre sanglant à l'intérieur d'une ville fortifiée, avec Triaria parmi les soldats blessés) qui peut se référer au sac de Tarracina.